# Star 20

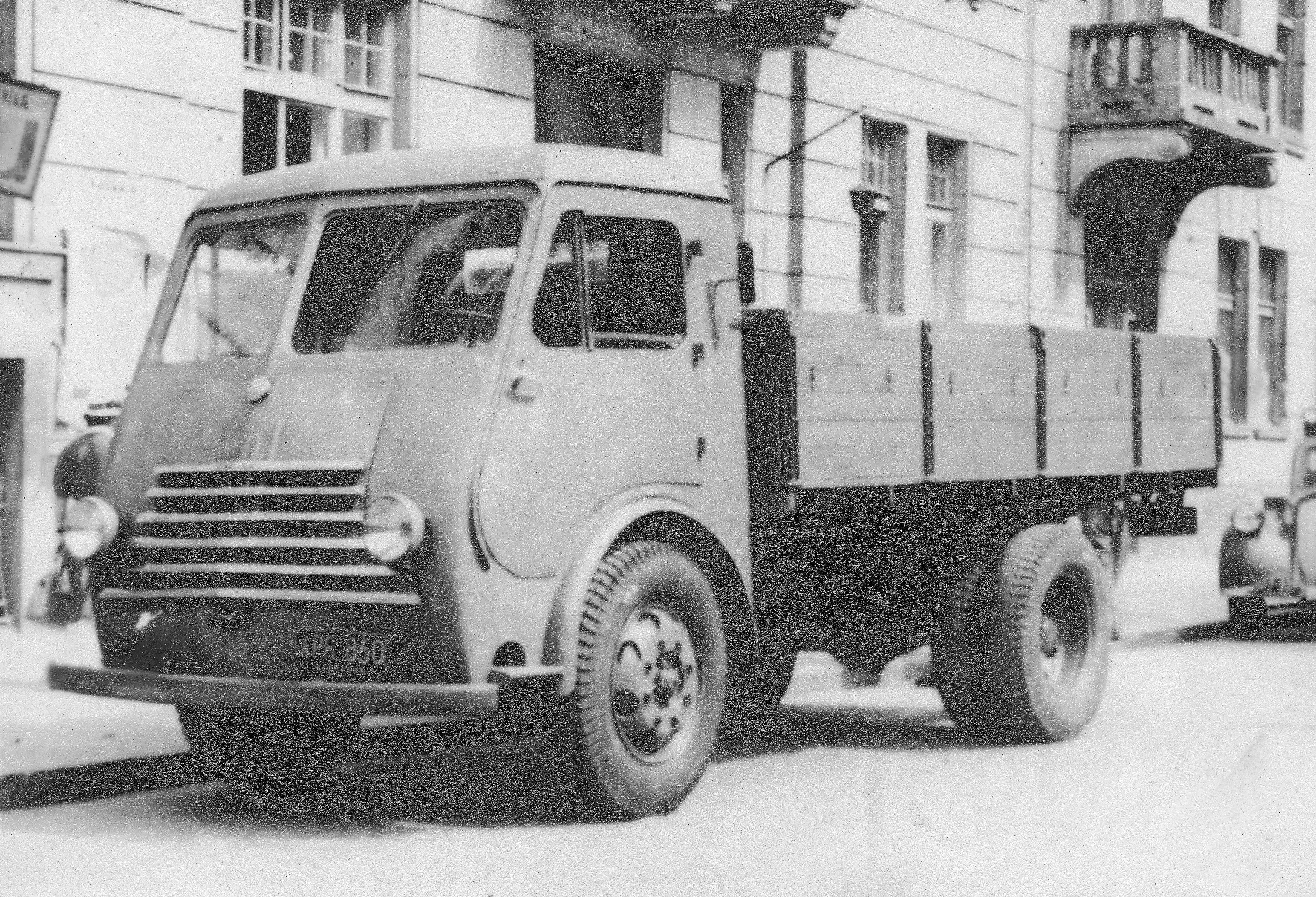
Star 20

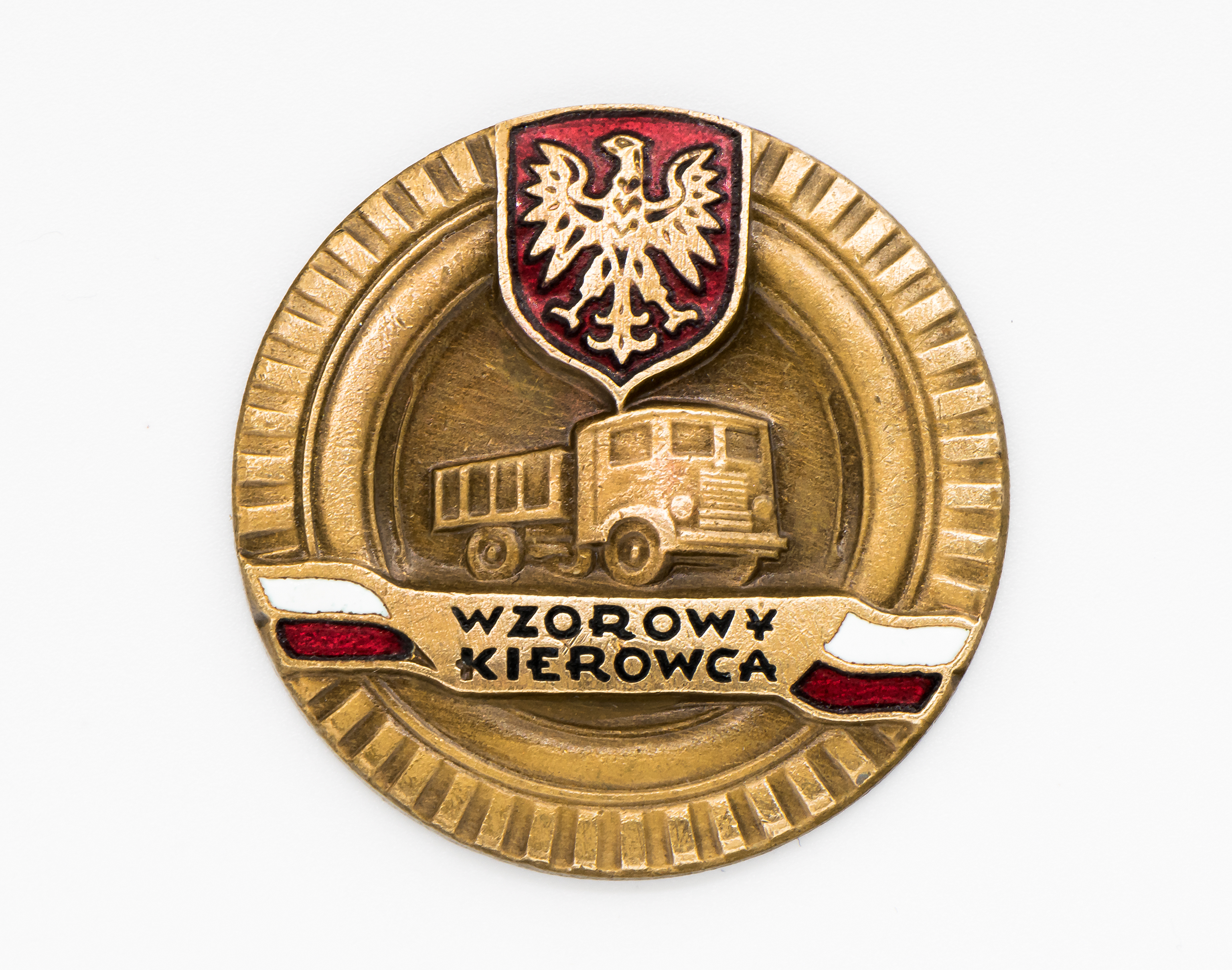
Wizerunek Żubra A80 na odznace „Wzorowy Kierowca”

Star 20 – polski samochód ciężarowy średniej ładowności produkowany w latach 1948–1957 przez Fabrykę Samochodów Ciężarowych „Star” w Starachowicach.

## Historia modelu
Decyzja o skonstruowaniu i rozpoczęciu produkcji nowej polskiej ciężarówki, potrzebnej do prac przy odbudowie kraju po II wojnie światowej, zapadła na najwyższym szczeblu państwowym w kwietniu 1946 roku. Szczegółową dokumentację techniczną pojazdu opracowało nowo utworzone Centralne Biuro Badań i Konstrukcji Przemysłu Motoryzacyjnego nr 5 (CBBK-5) w Łodzi. Pierwsze rysunki konstrukcyjne jesienią tego roku przekazane zostały do Zakładu Doświadczalnego w Ursusie. Opracowanie jednostki napędowej powierzone zostało Zakładom Doświadczalnym Przemysłu Motoryzacyjnego w Ursusie. Kabina pojazdu skonstruowana została przez kieleckie Zakłady Wyrobów Metalowych „SHL” S.A. Zespół konstruktorów, opracowujący nowy pojazd, złożony był w większości z byłych pracowników Biura Studiów Państwowych Zakładów Inżynierii, którzy w latach 30.  projektowali serię samochodów ciężarowych PZInż 703, 713 i 723. Autorem ogólnej koncepcji był Mieczysław Dębicki. On też zaprojektował ramę i zawieszenie, natomiast elementami przeniesienia napędu zajmował się zespół Jerzego Wernera, silnikiem – Jana Wernera, a kabinę i skrzynię ładunkową opracował Stanisław Panczakiewicz.
Dalszy rozwój doprowadził do powstania pierwszych trzech prototypowych egzemplarzy pod kierownictwem inż. Aleksandra Rummla, których próby prowadzono od czerwca 1948 roku. 19 czerwca 1948 zaprezentowano w Warszawie prototyp. Samochód miał nowoczesną kabinę wagonową, a od późniejszych modeli seryjnych różnił się reflektorami nie wpuszczonymi w przednią ścianę. Zdecydowano wdrożyć go do produkcji w dawnych Zakładach Starachowickich, na bazie których powstała później Fabryka Samochodów Ciężarowych „Star”. Samochód otrzymał nazwę Star 20. Dokumentację techniczną pojazdu opracowaną w Łodzi przekazano do Biura Technicznego starachowickich zakładów do końca 1947 roku. 15 grudnia 1948 pierwsze pięć egzemplarzy produkcyjnych tego modelu zaprezentowane zostało w czasie kongresu zjednoczeniowego PPS i PPR, który odbył się Warszawie w budynku Politechniki Warszawskiej.
W 1948 rozpoczęto seryjne wytwarzanie tego modelu, która w pierwszym roku produkcji wyniosła 10 sztuk (według innych źródeł 20 szt.) i stopniowo rosła osiągając w 1949 roku poziom 245 szt., w 1950 – 782 szt., 1951 – 2568 szt., 1952 – 4253 szt., 1953 – 6968 szt., 1954 – 7579 szt., 1955 – 7543 szt., 1956 – 7700 szt., 1957 – 5978 szt. (dane dla ostatniego roku produkcji mogą obejmować pewną liczbę następcy, czyli modelu Star 21). Według innych danych, ogółem powstało ich ponad 50 000, łącznie z podwoziami do zabudowy.
Nadwozie Stara 20 osadzone zostało na podłużnicowej ramie spawanej wykonanej z blachy tłoczonej. W układzie jezdnym zastosowano przednią sztywną oś zawieszoną na półeliptycznych resorach piórowych. Z tyłu zastosowano most napędowy zawieszony na półeliptycznych resorach piórowych, dodatkowo wspartych przez pomocnicze resory piórowe. W pojeździe tym zamontowano importowaną przekładnię kierowniczą firmy FIAT-Mammano. Do napędu ciężarówki przewidziano polski 6-cylindrowy rzędowy silnik benzynowy typu S42 o pojemności 4188 cm³ i maksymalnej mocy 62,5 kW (85 KM). Jednostka ta zblokowana została z 4-biegowa manualną, niesynchronizowaną skrzynią biegów. Star 20 standardowo wyposażany był w kabinę wagonową typu N20 produkowaną przez zakłady SHL z Kielc. W 1952 roku ze względu na duży popyt na ten samochód oraz niemożność zaspokojenia przez SHL potrzeb zakładu produkcyjnego na kabiny, rozpoczęto w FSC produkcję znacznie prostszych technologicznie kabin typu N23 z płaską przednią ścianą (konstrukcji inż. Andrzeja Zgliczyńskiego). Od tego momentu Star 20 mógł być wyposażany w tańszą kabinę N23 lub droższą i bardziej komfortową N20.
Podstawową wersją była ciężarówka skrzyniowa. W 1949 roku przystąpiono do prac nad pierwszą odmianą samochodu Star 20, którą był ciągnik siodłowy Star C60. Model ten w 1950 roku miał swoją premierę na Międzynarodowych Targach Poznańskich. Do produkcji seryjnej ta wersja nadwoziowa skierowana została w 1952 roku. Model C60 powstał na skróconym podwoziu odmiany skrzyniowej, w stosunku do której zmniejszono o 50 cm rozstaw osi. Star C60 przewidziany był do pracy z jednoosiową naczepą typu D60 produkowaną przez ówczesną Sanocką Fabrykę Wagonów „Sanowag”, z drewnianą skrzynią, o długości 6000 cm i ładowności 5500 kg.
W 1953 roku rozpoczęto produkcję na bazie podwozia ciągnika siodłowego Star C60, tylnozsypowego samochodu samowyładowczego Star W14. Produkcja tego modelu odbywała się przy udziale ZNTK w Oławie, które były producentem skrzyni wyładowczej oraz hydraulicznego mechanizmu zsypowego.
Na podwoziu modelu Star 20 i jego pochodnych montowano różne wersje zabudów jak np. nadwozia furgonowe przystosowane do przewozu 25 osób typu N-424, znane potocznie pod nazwą „stonka”, produkowane od 1954 roku przez ówczesne Zakłady Budowy Nadwozi Samochodowych w Jelczu, oraz jego odmianę przystosowaną do przewozu ładunków o oznaczeniu N-103 Furgon. Kolejnym rodzajem zabudowy był montowany od 1953 roku żuraw samochodowy HP-3, wykorzystywany w branży budowlanej, produkowany w Bielskich Zakładach Urządzeń Technicznych w Bielsku-Białej w oparciu o dokumentację niemieckiej firmy Bleichert. Żuraw miał napęd elektryczny i udźwig do 3 ton.
Od 1952 roku w Sanoku powstawały nadwozia pożarnicze typu N71 (Star 20-GM8) oraz N72 (Star 20-GA16). Pierwszy z nich przewoził motopompę M800, osprzęt gaśniczy i 10 strażaków (korzystał z zewnętrznych źródeł środka gaśniczego), a drugi był wyposażony w autopompę, miał zbiornik na 500 l wody i przewoził 9 strażaków. Samochody pożarnicze miały standardowy rozstaw osi 3000 cm, lecz ramę wydłużoną w tylnej części, oznaczoną A20P. Kabina kierowcy tworzyła całość z przedziałem załogi za nią. W późniejszym okresie produkowano nadwozia typu N74 i N75 wyposażone we własny zbiornik wodny. Star 20-SBM2200/8, produkowany od 1953 roku, miał zbiornik na 2200 l wody i 50 l środka pianotwórczego, motopompę M800 i kabinę dla 6 strażaków, a Star 20-SBA2000/16 miał zbiornik na 2000 l wody i 120 l środka pianotwórczego, autopompę i kabinę dla 6 strażaków. 
Elementy jezdne, napędowe oraz zmodyfikowane podwozie ciężarówki Star 20 posłużyły do budowy prototypowych polskich autobusów Star N50, N51 oraz ich produkcyjnej odmiany o oznaczeniu N52. W 1955 roku zaprezentowano prototypowy autobus Star Jot 55, w którym również zastosowano szereg rozwiązań technicznych ze Stara 20.
Wadami samochodu Star 20 (usuniętymi w późniejszych modelach tej serii) było:
- mały rozstaw osi (co ograniczało stateczność, szczególnie wozów gaśniczych na drogach polnych lub wyboistych)
- zbyt mała liczba biegów w przód (co było powodem dość słabej dynamiki podczas jazdy z pełnym obciążeniem)
- brak wersji samochodu z silnikiem wysokoprężnym co ograniczyłoby zużycie paliwa.

Pomimo tych wad samochód Star 20 swymi cechami trakcyjnymi oraz możliwościami przewozowymi stanowił duży sukces konstrukcyjny, a ogólna ocena stawiała go w czołówce średnich samochodów ciężarowych przełomu lat czterdziestych ówczesnego bloku wschodniego. Star 20 był pierwszą całkowicie polską ciężarówką i pierwszym polskim samochodem po wojnie. Zespół konstruktorów otrzymał w 1950 roku Państwową Nagrodę Naukową. Następcą był Star 21 o zwiększonej ładowności.
We wrześniu 1950 roku sześć Starów 20 zwyciężyło zespołowo w organizowanym w Polsce Międzynarodowym Rajdzie Techniczno-Doświadczalnym Samochodów Ciężarowych, przeciwko węgierskim ciężarówkom Csepel G i Csepel 350D oraz czechosłowackim Praga RN i Škoda 706 RM (rajd ten został zorganizowany w ówczesnych warunkach politycznych jako substytut sportu samochodowego, a wśród załóg byli: Witold Rychter, Karol Pionnier, Marian Ripper).